# 홍순규 (정치인)
홍순규(洪淳珪, 1936년 ~ )은 대한민국의 정치인이다. 민선 1·2기 제31·32대 연기군수이다.

## 역대 선거 결과
|  | 49.53% |

|  | 56.49% |